# Mantasoameer
Het Mantasoameer (Frans: Lac Mantasoa) is een stuwmeer in Madagaskar, gelegen in de regio Analamanga. De oppervlakte van het meer bedraagt 20 km². Het meer wordt afgesloten door de Mantasoadam in de Varahina-Noordrivier die uitmondt in de Ikopa.